# Костриба Петро Михайлович
Петро Михайлович Костриба (3 липня 1925, Томашівка — 12 травня 1998, Київ) — український історик, професор (з 1990 року), лауреат Державної премії УРСР в галузі науки і техніки.

## Біографія
Народився 3 липня 1925 року в селі Томашівці (нині Кам'янець-Подільського району Хмельницької області) в селянській родині. Українець. Навчався в Томашівській початковій, Удріївській середній школах.
Учасник німецько-радянської війни, був важко поранений. Нагороджений бойовими орденами.
У 1947–1952 роках навчався в Ужгородському державному університеті, у 1952–1955 роках — в аспірантурі Інституту історії АН УРСР. 3 грудня 1955 року в Інституті історії АН УРСР захистив кандидатську дисертацію на тему: «Соціалістичне перетворення і розвиток сільського господарства в Закарпатті (1945–1954 рр.)». Упродовж 1956–1961 років викладав історію У Кам'янець-Подільському сільськогосподарському інституті. 21 вересня 1960 року отримав вчене звання доцента.
У 1961–1967 роках працював в Інституті історії АН УРСР, де був включений до авторського колективу, який підготував і видав трьохтомну працю «Українська РСР у Великій Вітчизняній війні», за яку, разом з іншими колегами, у 1970 році отримав Державну премію УРСР в галузі науки і техніки. Був співупорядником ряду документальних збірників, співавтором «Історії Української РСР» у восьми томах, автором більше 100 наукових статей.
1967 року перейшов на роботу до Київського інституту культури, обіймав посади доцента, проректора, завідувача кафедри історії. Працював над докторською дисертацією «Ідейно-політична робота на окупованій ворогом території України в роки Великої Вітчизняної війни».
Був членом КПРС. Мешкав у Києві в будинку по вулиці Цитадельній, 7, квартира 59. Помер 12 травня 1998 року.